# Palácio dos Festivais

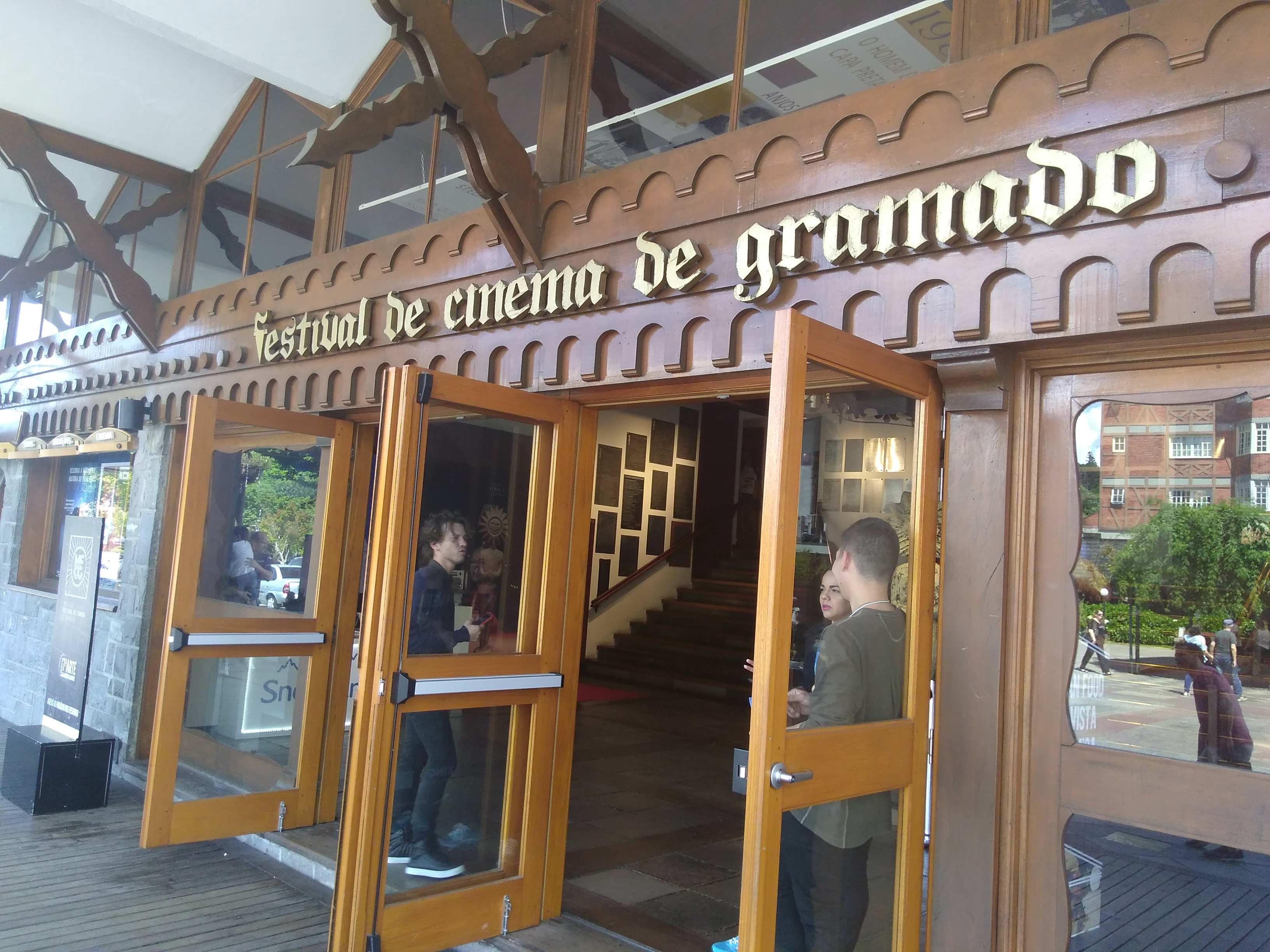
Palácio dos Festivais e Cine Embaixador em Gramado, Rio Grande do Sul

O Palácio dos Festivais é um edifício localizado na  Av. Borges de Medeiros, cidade de Gramado, estado do Rio Grande do Sul, destacando-se por sediar o Festival de Cinema de Gramado, um dos maiores eventos cinematográficos do Brasil.
A estrutura do Palácio dos Festivais, em estilo colonial, se sobressai com a fachada ornamentada pelo Kikito. Confeccionado pela artista plástica Elizabeth Rosenfeld, o Kikito é o prêmio máximo do Festival, simbolizando o deus do humor. A sala de projeção possui variada programação durante o ano com exibições de filmes. O Palácio tem uma capacidade de 1100 lugares.